# 돈 E. 폰트르로이
돈 E. 폰틀러로이(Don E. FauntLeRoy, 영어 발음: /ˈfɒntlərɔɪ/, 1953년 5월 5일 ~ )는 미국의 영화 촬영가이자 감독이다. 빅터 살바와 지퍼스 크리퍼스, 지퍼스 크리퍼스 2, 로즈우드 레인, 다크 하우스 등의 영화를 협업했다.
스티븐 시걸의 영화 투데이 유 다이, 정의의 용병, 어반 저스티스를 감독했다.